# Vandellia satakei
Vandellia satakei är en tvåhjärtbladig växtart som först beskrevs av Takasi Takashi Yamazaki, och fick sitt nu gällande namn av Fischer, Schäferhoff och Müller. Vandellia satakei ingår i släktet Vandellia och familjen Linderniaceae. Inga underarter finns listade i Catalogue of Life.